# Lista grupurilor de planete minore

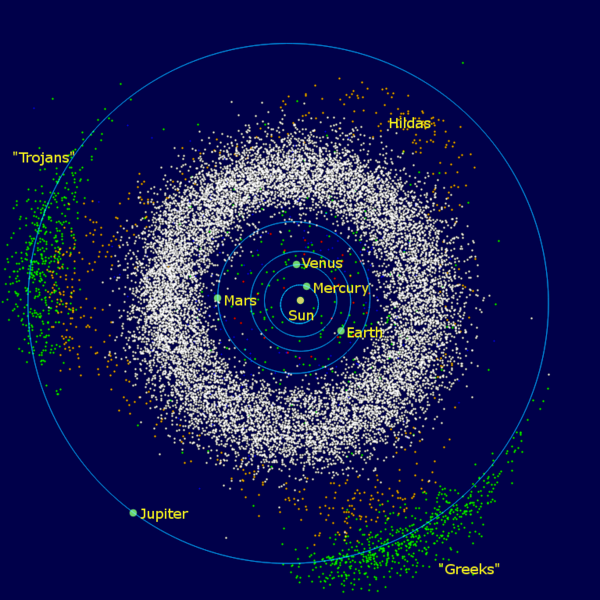

Un grup de asteroizi sau de planete minore este o populație de planete minore care împart orbite în general similare. Membrii unui grup în general nu au nicio legătură între ei, spre deosebire de o familie de asteroizi, care de cele mai multe ori rezultă din ruperea unui singur asteroid. Se obișnuiește ca să se numească un grup de asteroizi după primul membru al grupului care a fost descoperit, de cele mai multe ori acesta fiind și cel mai mare.

## Grupuri din jurul Pământului
- asteroizi vulcanoizi

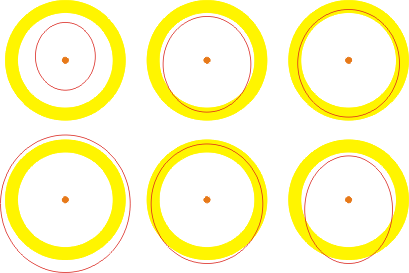
Tipuri de orbite

- asteroizi Apohele - sunt asteroizii a căror afeliu este mai mic de 0,983 UA, ceea ce înseamnă că orbita lor se află în întregime în interiorul orbitei Pământului.
- asteroizi care intersectează orbita planetei Mercur
- asteroizi care intersectează orbita planetei Venus
- asteroizi care intersectează orbita Pământului
  - asteroizi Aten (numiți după 2062 Aten)
  - asteroizi Apollo (numiți după 1862 Apollo)
- asteroizi Arjuna (numiți după eroul mitologic indian Arjuna)
- troieni tereștri
- obiecte din apropierea Pământului

## Grupuri dincolo de orbita lui Marte
- asteroizi Amor (numiți după 1221 Amor)
- asteroizi care intersectează orbita planetei Marte
- troieni marțieni
- mulți asteroizi care intersectează orbita planetelor Pământ, Venus și Mercur au afeliu mai mare de 1 UA

## Grupuri dincolo de orbita lui Jupiter
- asteroizi Hungaria (numiți după 434 Hungaria)
- asteroizi Phocaea (numiți după 25 Phocaea)
- asteroizi Alinda (numiți după 887 Alinda)
- asteroizi Pallas (numiți după 2 Pallas)
- asteroizi Griqua (numiți după 1362 Griqua)
- asteroizi Cybele (numiți după 65 Cybele)
- asteroizi Hilda (numiți după 153 Hilda)
- asteroizi Thule (numiți după 379 Thule)
- asteroizi troieni

- Damocloizi (numiți după 5335 Damocles)
- Centauri